# Маркина, Ольга Александровна
Ольга Александровна Маркина (24 января 1926 — 8 февраля 2011, Москва) — советская и российская актриса, артистка и телеведущая

## Биография
Участница Великой Отечественной войны. В 1941—1943 годах — медсестра эвакогоспиталя № 1602.
В 1949 году окончила филологический факультет Ростовского государственного университета.
В 1953 году окончила ВГИК.

В 1953—1957 годах работала в Московском Театре-студии киноактёра.

С 1959 года — актриса киностудии имени М. Горького.
Исполнительница эпизодических киноролей в 1960—1980-е годы. Играла взбалмошных, вредных тёток. Лучшие работы — в фильмах Якова Сегеля «Инопланетянка» и «Риск — благородное дело». 
«Журналист».
Ушла из жизни 8 февраля 2011 года в Москве. Похоронена на участке Н18 Долгопрудненского (Южного) кладбища.

## Фильмография

### Художественные фильмы
1. 1951 — Сельский врач — секретарь собрания (нет в титрах)
2. 1954 — Верные друзья — пассажирка теплохода (нет в титрах)
3. 1957—1958 — Тихий Дон — самогонщица, хозяйка хаты (нет в титрах)
4. 1959 — Спасённое поколение — Елена Петровна
5. 1960 — Первое свидание — Настя, сестра Павла
6. 1962 — Грешница — Ефросинья
7. 1962 — Половодье — тётя Паня
8. 1962 — Путь к причалу — мать Васьки
9. 1963 — Встреча на переправе (короткометражный)
10. 1963 — Если ты прав… — работница узла
11. 1963 — Понедельник — день тяжёлый — дежурная скорой помощи (нет в титрах)
12. 1964 — Свет далёкой звезды — Ольга Ивановна Миронова
13. 1966 — Серая болезнь — сплетница у ЗАГСа
14. 1967 — Журналист — Ангелина Анатольевна, зав.клубом
15. 1969 — Мы с Вулканом — Анна Прокофьевна, учительница биологии
16. 1970 — Трое — содержательница публичного дома
17. 1970 — Море в огне — портниха
18. 1970 — Расплата — Ольга Платова
19. 1970 — Свистать всех наверх! — медноволосая дама
20. 1971 — Минута молчания — секретарша тётя Паша, (нет в титрах)
21. 1972 — Айрик — эпизод
22. 1972 — Любить человека — посетительница
23. 1972 — Инженер Прончатов — продавщица
24. 1972 — Перевод с английского — эпизод
25. 1973 — Капля в море — пассажирка автобуса (нет в титрах)
26. 1973—1983 — Вечный зов — эпизод
27. 1974 — Ещё не вечер — Александра Жигалкина
28. 1977 — Предательница — Ольга Ивановна
29. 1977 — Солдаты свободы | Vojáci Svobody / A szabadság katonái — эпизод
30. 1977 — Риск — благородное дело — Алла Шмыг, гримёр
31. 1978 — Мелодии одной оперетты (фильм-спектакль) — мадам Фаблаз
32. 1979 — В одно прекрасное детство — дама, в которую метали томагавки
33. 1983 — Талисман — дежурный врач
34. 1984 — Инопланетянка — Ирина Павловна, начальник отдела
35. 1984 — Лев Толстой | Lev Tolstoj — Ершова
36. 1984 — Мёртвые души — трактирщица
37. 1989 — Вход в лабиринт — соседка
38. 2004 — Даша Васильева. Любительница частного сыска−2
39. 2009 — Настоящая любовь — Жозефина Ромуальдовна

### Озвучивание фильмов
1. 1957 — Король в Нью-Йорке — Мона Кромвель, роль Джоан Ингрэм
2. 1960 — На пороге бури — Айя Спааре, роль Антры Лиедскалныни
3. 1966 — Приключения в загородном доме | Monsieur le president-directeur general (Франция)
4. 1967 — Большая зелёная долина | Didi mtsvane veli — роль Л. Капанадзе
5. 1968 — Лесная легенда | Libahunt — роль Э. Рауэр
6. 1969 — В одном южном городе — Мансура, роль Сусанны Меджидовой
7. 1969 — Серафино | Serafino (Италия, Франция)
8. 1969 — У богатой госпожи | Pie Bagātas Kundzes — роль З. Стунгуре
9. 1971 — Когда остановилась мельница — Форишта, роль М. Ибрагимовой
10. 1972 — Живите, девушки — роль С. Меджиновой
11. 1972 — Зита и Гита | सीता और गीता (Индия) — Каушалья, роль Манорамы
12. 1973 — Шах королеве бриллиантов — Балоде, роль Ирины Томсоне
13. 1974 — Спелые гроздья — роль М. Тбилели
14. 1975 — Первая ласточка — Пация, роль Т. Дадиани